# Canthon steinheili
Canthon steinheili är en skalbaggsart som beskrevs av Edgar von Harold 1880. Canthon steinheili ingår i släktet Canthon och familjen bladhorningar. Inga underarter finns listade.